# Rémondans-Vaivre
Rémondans-Vaivre is een gemeente in het Franse departement Doubs (regio Bourgogne-Franche-Comté) en telt 180 inwoners (1999). De plaats maakt deel uit van het arrondissement Montbéliard.

## Geografie
De oppervlakte van Rémondans-Vaivre bedraagt 9,1 km², de bevolkingsdichtheid is 19,8 inwoners per km².
De onderstaande kaart toont de ligging van Rémondans-Vaivre met de belangrijkste infrastructuur en aangrenzende gemeenten.

## Demografie
Onderstaande figuur toont het verloop van het inwonertal (bron: INSEE-tellingen).

1. ↑  Populations de référence 2022.